# Wervershoof
Wervershoof este o comună și o localitate în provincia Olanda de Nord, Țările de Jos. 

## Localități componente
Onderdijk, Wervershoof, Zwaagdijk-Oost.